# Lygisaurus rococo
Lygisaurus rococo är en ödleart som beskrevs av  Ingram och COVACEVICH 1988. Lygisaurus rococo ingår i släktet Lygisaurus och familjen skinkar. Inga underarter finns listade i Catalogue of Life.